# NGC 1524
NGC 1524 este o astronomical radio source⁠(d) situată în constelația Eridanul. A fost descoperită în 30 ianuarie 1786 de către William Herschel. Se află la o distanță de 134,43 de megaparseci de Pământ.